# Alexandre Jardin

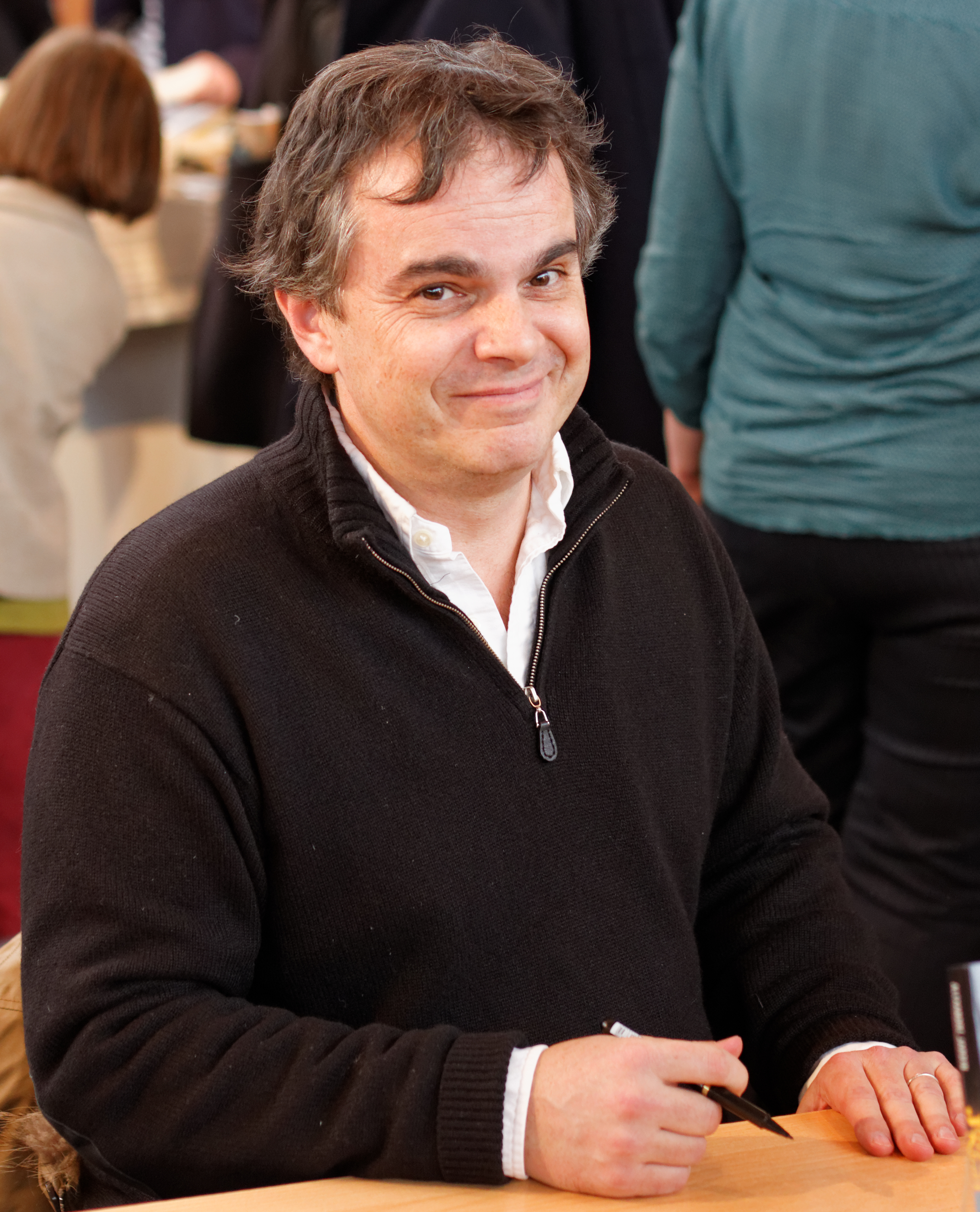
2013

Alexandre Jardin (* 14. April 1965 in Neuilly-sur-Seine, Département Hauts-de-Seine) ist Regisseur und einer der meistübersetzten französischen Schriftsteller. Er ist Politikwissenschaftler und Autor bei der Tageszeitung Le Figaro.

## Leben
Alexandre Jardin ist der Sohn des Schriftstellers und Drehbuchautors Pascal Jardin (1934–1980), mit dem er sich in seinem Buch Der große Zubial. Liebeserklärungen an einen Vater beschäftigte. Der Politiker Jean Jardin (1904–1976) ist sein Großvater.   
Für seine Bücher, die oft autobiographische Elemente enthalten, erhielt er mehrfach Auszeichnungen: 1986 gewann Bille en tête (deutsch: Hals über Kopf) den Prix du premier roman. Er schrieb den Roman selbst zum Filmdrehbuch um. Ferner wurde Le Zèbre (deutsch: Das Zebra) 1988 mit dem Prix Femina ausgezeichnet. 
Eine Lesereise führte Jardin im Herbst 2006 nach Dresden, Hamburg, Leipzig und München.

## Werke (Auswahl)
Romane
- Das Zebra. Roman („Le Zèbre“). 6. Aufl. Goldmann, München 1993, ISBN 3-442-41020-7.
- Fanfan und Alexandre. Roman („Fanfan & Alexandre“). Goldmann, München 1994, ISBN 3-442-41021-5 (früherer Titel Fanfan).
- Der kleine Wilde. Roman („Le Petit sauvage“). Goldmann, München 1995, ISBN 3-442-43144-1.
- Hals über Kopf. Roman („Bille en tête“). Goldmann, München 1993, ISBN 3-442-42513-1.
- Die Insel der Linkshänder. Roman („L’Ile de gauchers“).  Neuaufl. List Verlag, Berlin 2009, ISBN 978-3-548-60882-2.
- Der große Zubial. Liebeserklärungen an einen Vater („Le Zubial“). Neuaufl. BLT-Verlag, Bergisch Gladbach 2001, ISBN 3-404-92081-3.
- Liebestoll. Roman („Autobiographie d’un amour“). BLT-Verlag, Bergisch Gladbach 2002, ISBN 3-404-92116-X (früherer Titel Autobiografie einer Liebe).
- Hausgäste („Roman des jardins“). Goldmann, München 2008, ISBN 978-3-442-46682-5.

Drehbücher
- 1989: Eine wilde kleine Affäre (Bille en tête)
- 1991: Felix und der Außerirdische (Gawin)
- 1991: Gemischtes Doppel (Les Clés du paradis)
- 1993: Fanfan & Alexandre (Fanfan) (auch Regie)
- 1994: Le Jardin des plantes

## Verfilmungen
- 1989: Eine wilde kleine Affäre (Bille en tête) – Regie: Carlo Cotti
- 1992: Das Zebra (Le Zèbre)
- 1993: Fanfan & Alexandre (Fanfan) – Regie: Alexandre Jardin
- 2000: Le Prof – Regie: Alexandre Jardin